# Pseudocaranx
Pseudocaranx – rodzaj ryb z rodziny ostrobokowatych.

## Klasyfikacja
Gatunki zaliczane do tego rodzaju:
- Pseudocaranx cheilio
- Pseudocaranx chilensis
- Pseudocaranx dentex
- Pseudocaranx dinjerra
- Pseudocaranx georgianus
- Pseudocaranx wrighti